# Прва битка код Ел Аламејна
Прва битка код Ел Аламејна је вођена месец дана (1 — 31. јула 1942) између њемачко-италијанског Афричког корпуса под командом генерала Ервина Ромела и Британске 8. армије којом је командовао генерал Клод Окинлек.

## Битка
Дана 1. јула Афрички корпус је кренуо у напад на Британску 8. армију која се налазила на утврђеним положајима на Аламејнској црти. До вечери, Афрички корпус није успио пробити одбрамбене положаје Британаца, што је довело до заустављања Афричког корпуса генерала Ервина Ромела. Ујутро 2. јула Ромел је окупио своје снаге на северу, с намером да заобиђе Ел Аламејн и пробије одбрамбену црту Британаца. Окинклек је наредио противнапад око средине положаја Афричког корпуса, али безуспјешно. 
Истовремено, Савезници су напали и јужни дио Афричког корпуса. Ту су наишли на Италијане, и били су нешто успешнији. Због таквог отпора Савезника, Ромел се одлучио на ново прегруписавање Афричког корпуса и припрему одбране својих положаја.
Окинклек је 10. јула на северу код Тел ел Еиса напао Афрички корпус и при томе заробио око хиљаду Немаца и Италијана, а Ромелов противнапад није успео. Окинлек је поново напао 14. и 21. јула. Ниједна од двају битки није била успешна, а недостатак наоружања пешадије, које је требало стићи у вријеме друге битке, довело је до губитка око 700 људи.
Упркос овим поразима, Савезници су 27. јула извели још два напада. Напад изведен на сјеверу код Тел ел Еиса је био осредњи промашај, док је други, код Митејрија, био злосрећни пораз. Минска поља, која су поставили Немци и Италијани, нису била очишћена, па снабдевање није стигло до савезничке пешадије на време да одбију противнапад који су Немци извели.
Снаге Британске 8. армије су биле исцрпљене, па је Очинлек 31. јула затражио, да се зауставе офанзивне операције и појача одбрана, како би се припремили за велику офанзиву.

## Последице
Борбе су завршене пат позицијом, али је заустављено напредовање сила Осовине према Александрији (а онда даље према Каиру). Поновни покушај Ромела да премости или пробије савезничке положаје осујећен је битком код Алам Халфе.
Генерал Харолд Александер, главнокомандујући савезничких снага на Блиском истоку сменио је Очинлека кад је он одбио да поново крене у напад док се његове снаге не прегрупишу. На месту заповедника Британске 8. армије заменио га је генерал Бернард Монтгомери. Под његовом командом је 8. армија у Другој бици код Ел Аламејна у октобру победила снаге генерала Ромела. 
У Ел Аламејну се налази британско војно гробље с око 7.500 гробова, као и немачки и италијански споменици погинулима у Другом светском рату који данас привлаче велики број туриста.